# GOSR2
GOSR2 (англ. Golgi SNAP receptor complex member 2) — білок, який кодується однойменним геном, розташованим у людей на короткому плечі 17-ї хромосоми. Довжина поліпептидного ланцюга білка становить 212 амінокислот, а молекулярна маса — 24 775.
| 10         |  | 20         |  | 30         |  | 40         |  | 50         |
| ---------- |  | ---------- |  | ---------- |  | ---------- |  | ---------- |
| MDPLFQQTHK |  | QVHEIQSCMG |  | RLETADKQSV |  | HIVENEIQAS |  | IDQIFSRLER |
| LEILSSKEPP |  | NKRQNARLRV |  | DQLKYDVQHL |  | QTALRNFQHR |  | RHAREQQERQ |
| REELLSRTFT |  | TNDSDTTIPM |  | DESLQFNSSL |  | QKVHNGMDDL |  | ILDGHNILDG |
| LRTQRLTLKG |  | TQKKILDIAN |  | MLGLSNTVMR |  | LIEKRAFQDK |  | YFMIGGMLLT |
| CVVMFLVVQY |  | LT         |  |            |  |            |  |            |

A: Аланін

C: Цистеїн

D: Аспарагінова кислота

E: Глутамінова кислота

F: Фенілаланін

G: Гліцин

H: Гістидин

I: Ізолейцин

K: Лізин

L: Лейцин

M: Метіонін

N: Аспарагін

P: Пролін

Q: Глутамін

R: Аргінін

S: Серин

T: Треонін

V: Валін

Задіяний у таких біологічних процесах, як транспорт, транспорт білків, ацетилювання, альтернативний сплайсинг. 
Локалізований у мембрані, ендоплазматичному ретикулумі, апараті гольджі.